# إعصار خوسيه
إعصار خوسيه هو إعصار مداري قوي تكون في المحيط الأطلسي نتيجة موجة استوائية غادرت ساحل أفريقيا الغربي يوم 31 أغسطس وتكثفت بسرعة لتتحول إلى عاصفة مدارية في غضون ستة أيام
تبع ذلك فترة من التكثيف السريع حتى وصل إلى كثافة الإعصار يوم 6 سبتمبر، بعد ذلك بحوالي اليومين تم ترقيته كاعصار من الدرجة الرابعة بالتزامن مع تأثير إعصار إيرما على ولاية فلوريدا الأمريكية.
وفي يوم 14 سبتمبر تم تخفيض تصنيف الاعصار إلى عاصفة استوائية وفي اليوم التالي وصل إلى تصنيف الاعصار مرة أخرى، وفي يوم 19 سبتمبر تراجع لمرتبة العاصفة الاستوائية مرة أخرى قبل أن يتلاشى أمام الساحل الشرقي للولايات المتحدة الأمريكية يوم 26 سبتمبر.
إعصار خوسيه هو أطول إعصار في المحيط الأطلسي منذ عاصفة نادين في 2012، وهو خامس إعصار في موسم أعاصير الاطلسي 2017 والإعصار الثالث القوي وعاشر عاصفة تسمى بأسم خوسيه.